# Juliana Dias da Costa
Juliana Dias da Costa, född 1658, död 1733, var en indo-portugis gift med den indiske mogulkejsaren Bahadur Shah I och politiskt aktiv under hans regering 1707–1712. 
Hon tillhörde en portugisisk familj och hade hamnat i mogulens harem, där hon blivit konkubin åt Bahadur Shah och ett stort stöd för honom. Då han 1707 blev kejsare, shah, fick hon positionen som hans främsta maka. Hon hade stort inflytande på makens regeringstid, upprätthöll kontakter med europeiska kontakter och agerade kontaktkanal mellan dem och maken. Hon förblev katolik och ska ha gjort jesuiterna många tjänster. Hon deltog enligt uppgift i makens krigståg och red på en stridselefant bredvid hans under krigståg. Även efter makens död ska hon ha utövat ett visst inflytande.    